# Spalt
Spalt è una città tedesca di 5 272 abitanti, situata nel Land della Baviera.

## Geografia fisica
È bagnato dal fiume Rezat Francone.

## Monumenti e luoghi d'interesse
- Chiesa di San Venceslao, parrocchiale nella frazione di Theilenberg.